# Municipio de Hope (condado de Cavalier)
El municipio de Hope (en inglés: Hope Township) es un municipio ubicado en el condado de Cavalier en el estado estadounidense de Dakota del Norte. En el año 2010 tenía una población de 24 habitantes y una densidad poblacional de 0,31 personas por km².

## Geografía
El municipio de Hope se encuentra ubicado en las coordenadas 48°55′50″N 98°9′25″O / 48.93056, -98.15694. Según la Oficina del Censo de los Estados Unidos, el municipio tiene una superficie total de 77.04 km², de la cual 76,72 km² corresponden a tierra firme y (0,42 %) 0,32 km² es agua.

## Demografía
Según el censo de 2010, había 24 personas residiendo en el municipio de Hope. La densidad de población era de 0,31 hab./km². De los 24 habitantes, el municipio de Hope estaba compuesto por el 100 % blancos. Del total de la población el 12,5 % eran hispanos o latinos de cualquier raza.